# Freedom (canção de Beyoncé)
Freedom é uma canção da cantora estadunidense Beyoncé, contida em seu sexto álbum de estúdio Lemonade (2016). Conta com a participação do rapper Kendrick Lamar. Foi enviada para as rádios mainstream na Itália e lançada como o quarto single do album em 9 de setembro de 2016, através das gravadoras Parkwood Entertainment e Columbia Records.

## Composição
Foi composta por Beyoncé e Kendrick Lamar em conjunto com Carla Marie Williams, Dean McIntosh e Jonny Coffer, sendo produzida pelo último em conjunto com Beyoncé, Just Blaze e Boots, com a cantora encarregando-se também da produção vocal. Apresenta demonstrações de "Let Me Try", escrita por Frak Tirado, e interpretada por Kaleidoscope, interpolações de "Collection Speech/Unidentified Lining Hymn", escrita por Alan Lomas e cantada por Reverend R.C. Crenshaw; e demonstrações de "Stewball", escrita por Lomas e John Lomax Sr., e cantada por Prisoner "22".

## Desempenho nas tabelas musicais

### Posições
| Tabela musical (2016)                                  | Melhor posição |
| ------------------------------------------------------ | -------------- |
| Austrália (ARIA Charts)                                | 67             |
| Austrália Urban Singles                                | 6              |
| Bélgica (Ultratop)                                     | 27             |
| Canadá (Canadian Hot 100)                              | 60             |
| Estados Unidos (Billboard Hot 100)                     | 35             |
| Estados Unidos (Top R&B/Hip-Hop Songs)                 | 21             |
| França (Syndicat National de l'Édition Phonographique) | 53             |
| Irlanda (Irish Singles Chart)                          | 95             |
| Espanha (Spanish Singles Chart)                        | 37             |
| Suécia (Sverigetopplistan)                             | 13             |
| Reino Unido (UK Singles Chart)                         | 40             |
| Reino Unido (UK R&B Singles Chart)                     | 15             |

## Histórico de lançamento
| País   | Data                  | Formato           | Gravadora |
| ------ | --------------------- | ----------------- | --------- |
| Itália | 9 de setembro de 2016 | Rádios mainstream | Sony      |